# راماناثان كريشنان
راماناثان كريشنان مواليد 11 أبريل 1937 في الهند، هو لاعب كرة مضرب هندي سابق وكان يلعب باليد اليمنى بدأ مسيرته كمحترف عام 1953، اعتزال اللعب في 1968. أعلى تصنيف له في الفردي كان المركز الـ 6 في سنة 1961.

## روابط خارجية
- راماناثان كريشنان على موقع رابطة محترفي التنس (الإنجليزية)
- راماناثان كريشنان على موقع الاتحاد الدولي لكرة المضرب (الإنجليزية)
- راماناثان كريشنان على موقع كأس ديفيز (الإنجليزية)
- راماناثان كريشنان على موقع أرشيف التنس.كوم (الإنجليزية)
- راماناثان كريشنان على موقع بطولة ويمبلدون (الإنجليزية)
- راماناثان كريشنان على موقع خلاصة التنس.كوم (الإنجليزية)